# Януконис, Андрюс
Андрюс Януконис (лит. Andrius Janukonis; род. 1971 в Ионаве, Литовская ССР) — литовский предприниматель, председатель правления и акционер строительно-инжинирингового концерна ЗАО ICOR, председатель правления АБ «City Service». По данным журнала «Вяйдас» Януконис занимает 30-е место среди сотни самых богатых людей в Литве в 2012 году.

## Деятельность
Вырос в семье инженеров. Хотел поступить в морское училище в Ленинграде, но не был принят из-за близорукости. В 1988 году закончил 3-ю среднюю школу города Йонавы и в 1993 году — юридический факультет Вильнюсского университета. Первый опыт предпринимательства был в поезде Вильнюс—Каунас, где Януконис в возрасте 17 лет организовал видеосалон. В возрасте 18 лет основал компанию «Рубикон», потом — Rubicon Group. Януконис начал интенсивную коммерческую деятельность в Литве и России.
Андрюс Януконис вёл длительные переговоры с влиятельными парламентариями, добиваясь принятия Сеймом правовых актов («Закон о тепловом хозяйстве», лишающий потребителя тепла элементарных потребительских прав), выгодных концерну. Специальная служба расследований долгое время подслушивала и записывала телефонные разговоры Янукониса с одним из лидеров социал-демократов, вице-спикером Сейма Витянисом Андрюкайтисом, с видным членом правого Союза Отчизны А. Виджюнасом, социал-либералом В. Кветкаускасом. По утверждению Генеральной прокуратуры Литвы, В. Андрюкайтис получил от «Rubicon Group» взятку в размере 95 тыс. литов (более 30 тыс. долларов), А. Виджюнас — 40 тыс. (около 14 тыс. долларов), В. Кветкаускас — 25 тыс. литов (около 10 тыс. долларов). Андрюкайтис добровольно отказался от своего мандата и связанного с ним статуса личной неприкосновенности, чтобы получить возможность самостоятельно защищать себя от несправедливых, с его точки зрения, обвинений прокуратуры. Он потребовал от генпрокурора извинений за оскорбление членов сейма. Дело было прекращено, когда генпрокурор извинился.
Жена Живиле Януконене (род. в 1971 году), социолог. Дети — Игнас и Витас.

## Бизнес
В 2019 году Андрюс Януконис открыл в Каунасской СЭЗ современный завод «Axioma Metering» по производству приборов учёта. В 2021 году завод планирует производить более 2 млн счетчиков и войти в число пяти крупнейших производителей ультразвуковых приборов в мире.